# Стуцка, Кирилл Андреевич
Кири́лл Андре́евич Сту́цка (латыш. Kirils Stucka; родился 14 мая 1890 года, Лифляндская губерния, Российская империя — казнён 17 января 1938 года, Ленинград, РСФСР, СССР) — советский военачальник, комкор (1935). Член РКП(б) с 1918 года.

## Биография
Родился в Лифляндской губернии, латыш.
С началом Первой мировой войны был призван в 1-й пехотный запасный батальон. По окончании 4-й Киевской школы прапорщиков 20 июля 1916 года был произведён в прапорщики. Состоял в 3-м Латышском Курземском стрелковом полку, произведён в подпоручики 19 августа 1917 года.
Во время революции в России поддержал большевиков и вступил в РКП(б) в 1918 году. Тогда же начал военную карьеру в РККА. В Гражданскую войну командовал 3-м стрелковым полком Армии Советской Латвии, Латышской дивизией в составе РККА, которая после штурма Перекопа в ноябре 1920 заняла Евпаторию.
С 1922 года — командир 52-й стрелковой дивизии, затем — 46-й стрелковой дивизии. С декабря 1926 года и по январь 1930 года — командир 3-го стрелкового корпуса. С декабря 1929 года и по май 1932 года — начальник высших командных курсов «Выстрел». С ноября 1933 года и по август 1935 года — помощник, заместитель начальника по строевой части Военной академии механизации и моторизации РККА. В 1936—1937 годах — начальник Ленинградских курсов усовершенствования комсостава автобронетанковых войск РККА (АБТ КУКС РККА).
В ходе сталинских репрессий 29 ноября 1937 года был арестован и по приговору Высшей двойки — Комиссии в составе представителя НКВД и Прокуратуры СССР — 17 января 1938 года приговорён по ст. ст. 58-1б-8-9-11 УК РСФСР к высшей мере наказания и расстрелян в тот же день. Реабилитирован 20 июня 1956 года.

## Труды
В Москве в латышском издательстве «Прометей» в 1934 и 1935 годах был напечатан фундаментальный труд о латышских стрелках и их участии в Первой мировой войне и революции в России:

латыш. Latvju  revolucionarais strēlneeks. Red. R.Apinis, V.Strauss, K.Stucka, P.Vīksne. I; II sējums. Maskava: Prometejs, 1934; 1935 

Кирилл Андреевич Стуцка был одним из редакторов этого труда.

## Награды
- Орден Красного Знамени (1919[2])